# 1-Vinylimidazol
1-Vinylimidazol ist ein wasserlösliches basisches Monomer, das durch radikalische Polymerisation quaternisierbare Homopolymere und mit einer Vielzahl von Vinyl- und Acryl-Monomeren funktionelle Copolymere bildet. N-Vinylimidazol fungiert als Reaktivverdünner in UV-Lacken, -Tinten und -Klebstoffen, sowie als Monomer für wasserlösliche Polymere, die Anwendung als Ölfeldchemikalien und als Kosmetikhilfsstoffe finden.

## Vorkommen und Darstellung
Synthese und Eigenschaften von 1-Vinylimidazol wurden von Walter Reppe 1957 in einem zusammenfassenden Artikel beschrieben. Dabei wird Imidazol zunächst mit Kalilauge zum Kalium-imidazolat umgesetzt und das Wasser destillativ entfernt. Dem basischen Katalysator Kalium-imidazolat wird Zinkoxid und Kaliumhydroxid zugesetzt und das freie Imidazol in 1,4-Dioxan bei 130 °C mit Acetylen im Autoklaven ethinyliert. Die Ausbeute beträgt 62 %.
In einem Laborverfahren reagiert Imidazol in einem Zweiphasensystem in Gegenwart eines Phasentransferkatalysators mit 1,2-Dichlorethan zum 1-(2-Chlorethyl)imidazol und dieses unter Abspaltung von Chlorwasserstoff in 92%iger Ausbeute zum 1-Vinylimidazol.
Eine ebenfalls für Labormengen brauchbare Vorschrift gibt die Vinylierung von Imidazol mit Bromethen und Kieselgur-geträgertem Cäsiumfluorid in Acetonitril mit einer Ausbeute von 65 % an.

## Eigenschaften
1-Vinylimidazol ist eine farblose bis braune, lichtempfindliche, hygroskopische und schwach alkalisch reagierende Flüssigkeit mit unangenehmem, an verfaulenden Fisch erinnerndem, Amingeruch. Die Verbindung ist sehr gut löslich in Wasser und Alkoholen. Die radikalische Polymerisation von 1-Vinylimidazol verläuft bei pH 9 nur sehr langsam, bei pH 1 aber so schnell wie die von quaternisiertem 1-Vinylimidazol.
1-Vinylimidazol hat einen Flammpunkt von 84 °C, eine Zersetzungstemperatur von 220 °C und hat eine Zündtemperatur von 415 °C.

## Anwendungen
Wegen seiner hohen Reaktivität für die radikalische (UV)-Polymerisation wird 1-Vinylimidazol als so genannter Reaktivverdünner in UV-Lacken, -Tinten und -Klebstoffen für Beschichtungen und Lacke sowie zur Funktionalisierung von Polymeroberflächen durch UV-induzierte Pfropfung zur Verbesserung der Benetzbarkeit und des Haftvermögens eingesetzt.
1-Vinylimidazol kann mit n-Alkyliodiden zu 3-n-Alkyl-1-vinylimidazoliumiodiden und mit Dimethylsulfat zum 3-Methyl-1-vinylimidazolium-methosulfat quaternisiert werden. Die erhaltenen quartären Ammoniumverbindungen können in wässriger Lösung mit dem wasserlöslichen Azoinitiator 4,4'-Azobisvaleriansäure radikalisch polymerisiert werden.
Copolymere von quartären N-Vinylimidazoliumsalzen und polaren Monomeren, insbesondere N-Vinylpyrrolidon, stellen kationische Polyelektrolyte dar und eignen sich u. a. als Flockungsmittel für die Wasseraufbereitung, als Flotationshilfsmittel für die Kohle- und Erzaufbereitung, als Additive für Bohrspülungen und -zementierungen in der Erdölförderung, als Emulsionsspalter für die Entwässerung von Rohölemulsionen  in Raffinerien, sowie als Korrosionsinhibitoren für Eisenlegierungen.
Copolymere von quartären N-Vinylimidazoliumsalzen und polymerisierbaren ungesättigten Carbonsäuren, wie z. B. Methacrylsäure oder Sulfonsäuren, wie z. B. 2-Acrylamido-2-methylpropansulfonsäure reduzieren die elektrostatische Aufladung, z. B. von Haaren und werden deshalb in Shampoos zur Verbesserung der Nasskämmbarkeit eingesetzt.
1-Vinylimidazol polymerisiert in wässriger oder alkoholischer Lösung radikalisch zu Homopolymeren mit mittleren molare Massen von 2,000 bis 50,000, die jedoch oft noch relativ hohe Restmonomergehalte (> 600 ppm) enthalten. Durch Zusatz schwefelhaltiger Regler, wie z. B. Mercaptoethanol, kann der unerwünschte Restgehalt des übelriechenden N-Vinylimidazols auf weniger als 50 ppm reduziert werden, wobei allerdings auch die Molmasse des erhaltenen Polymers abnimmt.
Hydrogele aus Poly-1-vinylimidazol binden sehr effizient eine große Zahl von Schwermetallionen (außer Pb2+), die selektiv und quantitativ aus dem Hydrogel wieder eluiert werden können.
Das 1-Vinylimidazol selbst kann mit einer Vielzahl von Vinyl- und Acrylmonomeren radikalisch copolymerisiert werden. Wasserlösliche Copolymere mit Vinylpyrrolidon finden Einsatz als Farbübertragungsinhibitoren in Waschmittelzubereitungen,
mit Vinylacetat als Beschichtung lithografischer Druckplatten, mit Acrylsäureestern bzw. Methacrylsäureestern oder 2-Hydroxyethylmethacrylat als Haftvermittler in Lacken oder mit Acrylnitril als Precursor für Carbonfaser.